# Étienne Marcel

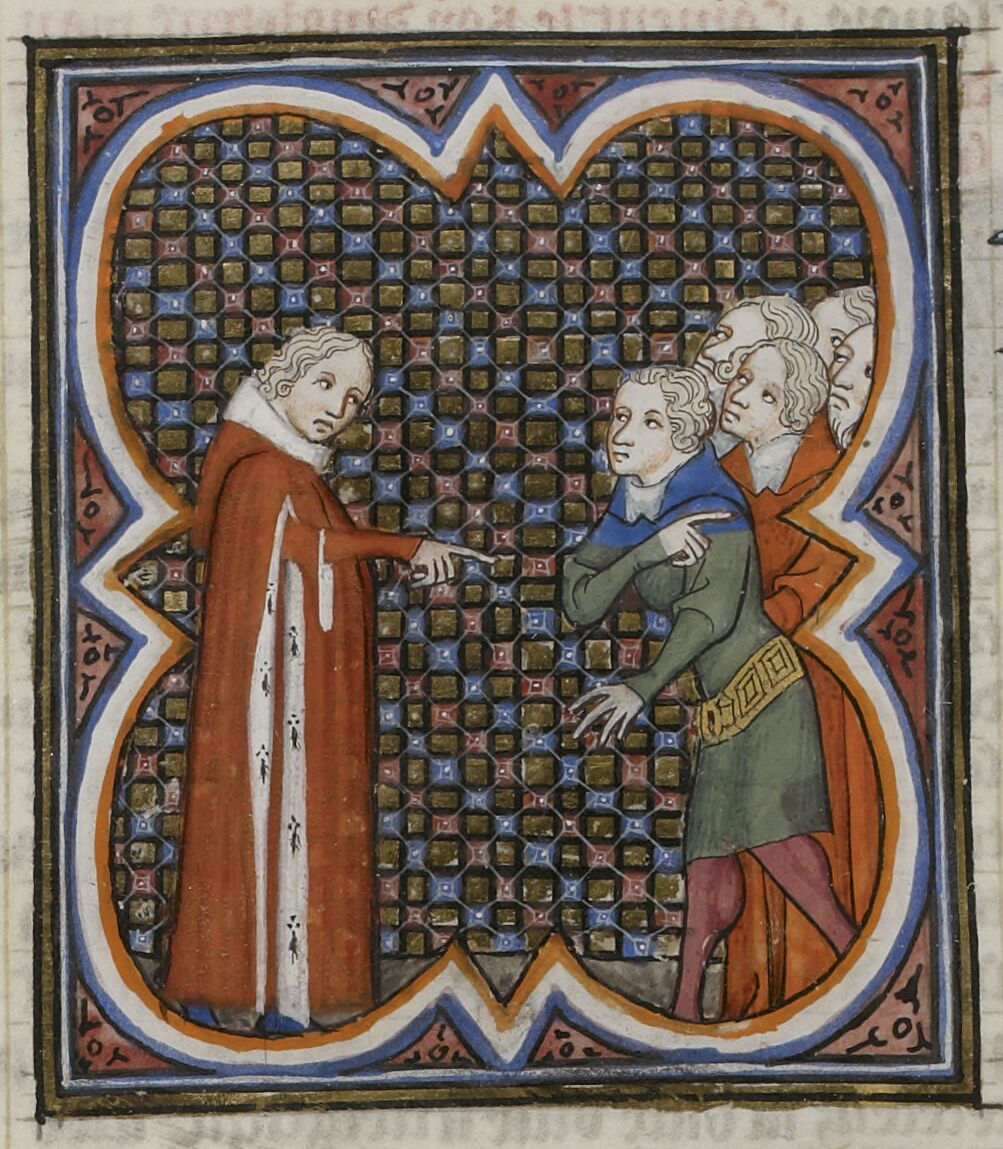
Dauphin Karel přijímá delegaci měšťanů vedenou Étiennem Marcelem

Étienne Marcel [etjen marsel] (narozen mezi 1302 a 1310[rozpor] – 31. července 1358 v Paříži) byl pařížský kupec a prévôt des marchands (starosta) za vlády Jana II.

## Život
V roce 1355 byl zástupcem třetího stavu v generálních stavech, které v době stoleté války ovládaly správu daní a vyhlásily v roce 1357 novou daň na zaplacení výkupného za krále Jana. V roce 1358 se postavil do čela povstání pařížských měšťanů, které vypuklo proti dauphinovi Karlovi a nechal povraždit královské úředníky. Rovněž podpořil povstání jacquerie, které téhož roku vypuklo na francouzském venkově. Étienne Marcel byl zavražděn pařížskými měšťany, kterým se zdálo, že ve svém odporu vůči králi zašel příliš daleko a mohl by vydat město Angličanům. Jako vůdce měšťanského povstání proti královské autoritě je od dob Velké francouzské revoluce národním hrdinou.
V Paříži je po něm pojmenována ulice Rue Étienne-Marcel a jeho jméno nese i stanice metra na lince 4.